# Ministrowie równouprawnienia Wielkiej Brytanii
Minister ds. kobiet i równości (ang. Minister for Women and Equalities) – brytyjski urząd ministerialny istniejący w różnych formach od 1997 r. Zajmuje się sprawami równouprawnienia osób starszych, osób z niepełnosprawnościami, osób homoseksualnych, mniejszości etnicznych oraz przeciwdziałaniu dyskryminacji mniejszości w życiu publicznym. Minister stoi na czele Government Equalities Office.

## Historia
Stanowisko zostało utworzone w 1997 w ramach pierwszego gabinetu Tony'ego Blaira jako Minister ds. Kobiet (ang. Minister for Women) zastępując istniejące wydziały istniejące w Urzędzie Rady Ministrów. Po objęciu urzędu premiera przez Gordona Browna tytuł ministerialny został zmieniony na Minister ds. kobiet i równouprawnienia (ang. Minister for Women and Equality). Pierwszą minister ds. kobiet, a później także minister ds. kobiet i równouprawnienia została Harriet Harman. 12 października 2007 roku powstało Government Equalities Office, urząd mający na celu wesprzeć ministra w ich obowiązkach. Obejmując urząd premiera David Cameron nadał stanowisku obecną nazwę.
W 2014 roku obowiązki ministra zostały czasowo podzielone na dwa różne stanowiska – ministra ds. kobiet i ministra ds. równości.
W latach 2010–2012 obowiązki ministra ds. kobiet i równości pełniła Theresa May (równocześnie minister spraw wewnętrznych), przyszła premier Wielkiej Brytanii.

## Nazwa
Stanowisko ministerialne zajmujące się sprawami kobiet oraz równouprawnieniem istniało pod kilkoma nazwami w trakcie swojego istnienia:
- Minister ds. kobiet (ang. Minister for Women) – (3 maja 1997 - 28 czerwca 2007)
- Minister ds. kobiet i równouprawnienia (ang. Minister for Women and Equality) – (28 czerwca 2007 - 12 maja 2010)
- Minister ds. kobiet i równości (ang. Minister for Women and Equalities[2]) – (12 maja 2010 - 9 kwietnia 2014)
- Minister ds. kobiet (ang. Minister for Women) oraz Minister ds. równości (ang. Minister for Equalities) – (9 kwietnia 2014 - 15 lutego 2014)[8]
- Minister ds, kobiet i równości (ang. Minister for Women and Equalities[2]) – (15 lutego 2014 - obecnie[1])

## Ministrowie ds. równouprawnienia
| Przewodniczący     | Czas urzędowania                       | Partia               | Premier       |
| ------------------ | -------------------------------------- | -------------------- | ------------- |
| Harriet Harman     | 3 maja 1997 – 27 lipca 1998            | Partia Pracy         | Tony Blair    |
| Margaret Jay       | 27 lipca 1998 – 8 czerwca 2001         | Partia Pracy         | Tony Blair    |
| Patricia Hewitt    | 8 czerwca 2001 – 5 maja 2005           | Partia Pracy         | Tony Blair    |
| Tessa Jowell       | 5 maja 2005 – 5 maja 2006              | Partia Pracy         | Tony Blair    |
| Ruth Kelly         | 5 maja 2006 – 28 czerwca 2007          | Partia Pracy         | Tony Blair    |
| Harriet Harman     | 28 czerwca 2007 – 11 maja 2010         | Partia Pracy         | Gordon Brown  |
| Theresa May        | 12 maja 2010 – 4 września 2012         | Partia Konserwatywna | David Cameron |
| Maria Miller       | 4 września 2012 – 9 kwietnia 2014      | Partia Konserwatywna | David Cameron |
| Nicky Morgan       | 9 kwietnia 2014 – 15 lipca 2014        | Partia Konserwatywna | David Cameron |
| Sajid Javid        | 9 kwietnia 2014 – 15 lipca 2014        | Partia Konserwatywna | David Cameron |
| Nicky Morgan       | 15 lipca 2014 – 14 lipca 2016          | Partia Konserwatywna | David Cameron |
| Justine Greening   | 14 lipca 2016 – 8 stycznia 2018        | Partia Konserwatywna | Theresa May   |
| Amber Rudd         | 8 stycznia 2018 – 30 kwietnia 2018     | Partia Konserwatywna | Theresa May   |
| Penny Mordaunt     | 30 kwietnia 2018 – 24 lipca 2019       | Partia Konserwatywna | Theresa May   |
| Amber Rudd         | 24 lipca 2019 – 7 września 2019        | Partia Konserwatywna | Boris Johnson |
| Liz Truss          | 10 września 2019 – 6 września 2022     | Partia Konserwatywna | Boris Johnson |
| Nadhim Zahawi      | 6 września 2022 – 25 października 2022 | Partia Konserwatywna | Liz Truss     |
| Kemi Badenoch      | 25 października 2022 – 5 lipca 2024    | Partia Konserwatywna | Rishi Sunak   |
| Bridget Phillipson | 5 lipca 2024 – obecnie                 | Partia Pracy         | Keir Starmer  |